# Brachymeria incerta
Brachymeria incerta är en stekelart som först beskrevs av Cresson 1865.  Brachymeria incerta ingår i släktet Brachymeria och familjen bredlårsteklar. Inga underarter finns listade.